# Бутузова Наталія Анатоліївна
Наталія Анатоліївна Бутузова  (рос. Наталья Анатольевна Бутузова, 17 лютого 1954) — радянська лучниця, олімпійська медалістка.

## Виступи на Олімпіадах
| Олімпіада   | Дисципліна | Місце |
| ----------- | ---------- | ----- |
| Москва 1980 | особисті   | 2     |
| Сеул 1988   | особисті   | 18    |
| Сеул 1988   | командні   | 4     |